# Mandarine

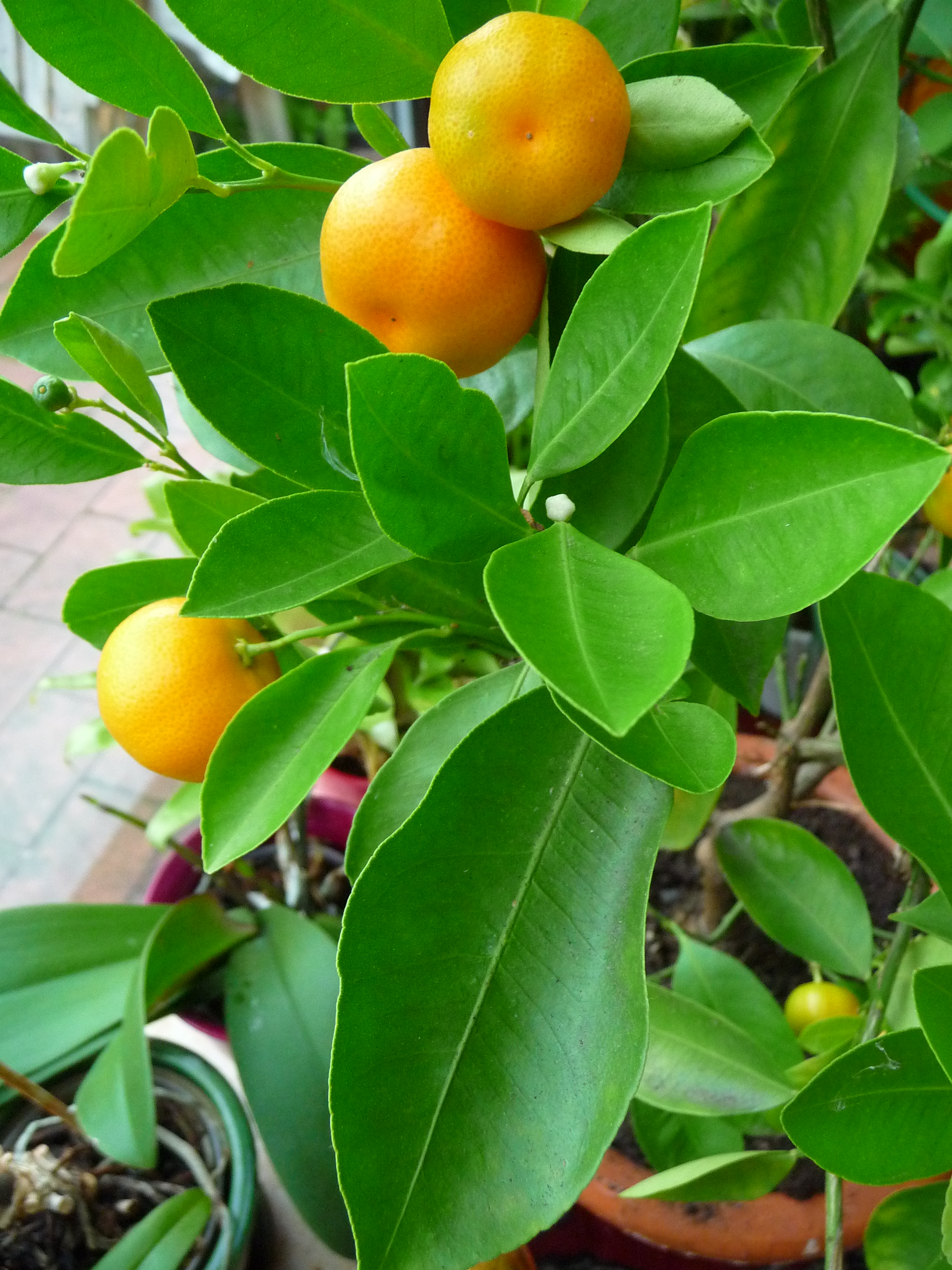
Mandarinenbäumchen mit reifenden Früchten

Mandarine (Citrus reticulata) bezeichnet sowohl eine Zitruspflanze aus der Familie der Rautengewächse als auch die orangenfarbene Frucht derselben.

## Herkunft
Die Herkunft der Mandarinen wird im Nordosten Indiens oder Südwesten Chinas vermutet.
Die Pflanzen werden in China schon seit einigen Tausend Jahren kultiviert, die erste sichere Erwähnung stammt aus dem 12. Jahrhundert v. Chr. Von der Ursprungsregion breitete sich die Mandarine über Südostasien und Indien aus. Um das 1. Jahrtausend n. Chr. wurde die Mandarine schon in vielen südlichen Präfekturen Japans kultiviert.
Die ersten Mandarinen, die nach Europa eingeführt wurden, kamen 1805 mit Sir Abraham Hume aus Kanton/China nach England („Kantoner Apfelsine“). Aus einer dieser ersten zwei Sorten hat sich später die „Mittelmeermandarine“ entwickelt.
Der Name wurde über französisch mandarine und spanisch (naranja) mandarina „Mandarinen(-orange)“ ins Deutsche übernommen. Der Begriff verweist auf die gleichnamigen chinesischen Beamten und nahm möglicherweise Bezug auf deren gelbe Kleidung oder die besonders hohe Qualität der Früchte.

## Natürliche Herkunft und Hybride

Abkömmlinge der Mandarine

Die Mandarine gehört neben der Zitronatzitrone (Citrus medica) und der Pampelmuse (Citrus maxima) zu den drei ursprünglichen, natürlichen Zitrusarten. Diese drei Grundarten sind nicht durch menschliche Züchtung entstanden und gelten als die „Urformen“ der Zitrusfrüchte. Alle anderen bekannten Zitrusfrüchte, wie Orangen, Zitronen, Limetten oder Grapefruits, sind durch natürliche Kreuzungen oder gezielte Züchtung aus diesen drei Arten hervorgegangen. Die Mandarine spielte dabei eine zentrale Rolle, insbesondere bei der Entwicklung der süßen Orangen und anderer bekannter Hybriden. Clementinen sind fast kernlose Zitrusfrüchte, die als Hybriden zwischen Orange bzw. Pomeranze und Mandarinen entstanden sind. Sie werden sowohl botanisch als auch warenkundlich von der Mandarine unterschieden.
Weitere eng verwandte Früchte sind die Tangerine und die nahezu kernlose Satsuma, die ursprünglich in Japan kultiviert wurde. Außerdem gibt es Minneola, eine Kreuzung aus Mandarine und Grapefruit, und die Tangor (auch Ortanique), eine Hybride aus Tangerine und Orange, die im Handel aber auch als Mandarine bezeichnet wird.

## Beschreibung
Mandarinen sind die variabelste und größte Gruppe der Zitruspflanzen, was Fruchtform, Größe, Geschmack der Frucht und Habitus der Pflanzen betrifft.
Sie sind in der Regel kleine, immergrüne Bäume. Die Zweige sind mit nur wenigen, kleinen Dornen besetzt.
Die Blätter sind lanzettlich, auf beiden Seiten spitz zulaufend. Der Blattstiel ist nur undeutlich von der Blattspreite abgesetzt, die Flügel am Blattstiel sind nur als schmale Linie erkennbar. Die Blattränder sind undeutlich gekerbt.
Die Blüten stehen einzeln oder in wenigblütigen Blütenständen in den Blattachseln. Die Kelchblätter sind verwachsen, die fünf weißen Blütenblätter frei. Die 20 bis 25 Staubblätter sind in mehreren Gruppen miteinander verwachsen. Der Griffel ist lang und schmal.
Die Früchte (Hesperidien) der Mandarine sind wesentlich kleiner als Orangen, sie schmecken weniger sauer als die Orange und weisen ein unverwechselbares intensives, komplexes Aroma auf. Ihre Haut lässt sich im Vergleich zu anderen Zitrusfrüchten leichter abschälen, und sie lässt sich auch besonders leicht in von außen trockene Segmente zerteilen, wodurch man sie gut mit den Fingern schälen und essen kann. Jede Frucht besteht aus in der Regel neun Segmenten, die mit orangefarbenen Saftschläuchen gefüllt sind. Jedes Segment ist von einem dünnen Häutchen (Endokarp) umgeben, die ganze Frucht von einer zweigeteilten Schale. Die innere Schicht der Schale ist weiß (Mesokarp, Albedo), die äußere grün bis orange (Exokarp, Flavedo). Die weiße Schicht ist bei der Reife auf ein Netz aus Fasern reduziert, darauf bezieht sich der wissenschaftliche Name „reticulata“ = netzartig. Die Samen sind oval, an einem Ende rund, am anderen zugespitzt. Im Innern sind sie grün. Ein großer Teil der Samen ist polyembryonisch.
Die Chromosomenzahl beträgt 2n = 18, selten 36.
Unterschiede zur Clementine:
- hat Kerne
- Anzahl Segmente i. d. R. neun (Clementine: 8–12)
- dünnere Schale, dadurch kürzere Haltbarkeit
- aromatischer, nicht so süß
- mehr Kalium, weniger Vitamin C, mehr Kalorien

## Wirtschaftliche Bedeutung

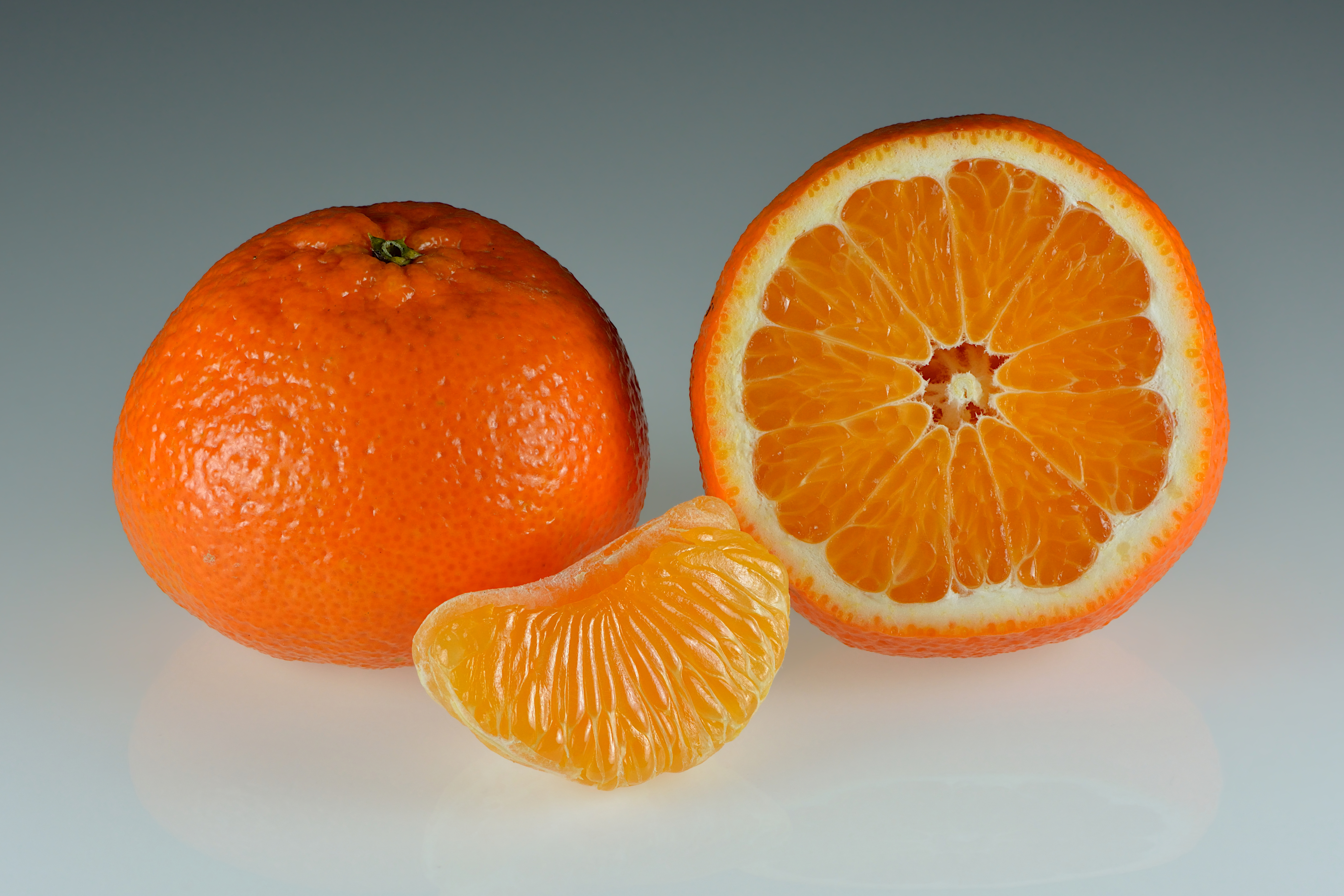
Mandarinen (von links: ganze Früchte, einzelnes Segment & Querschnitt)

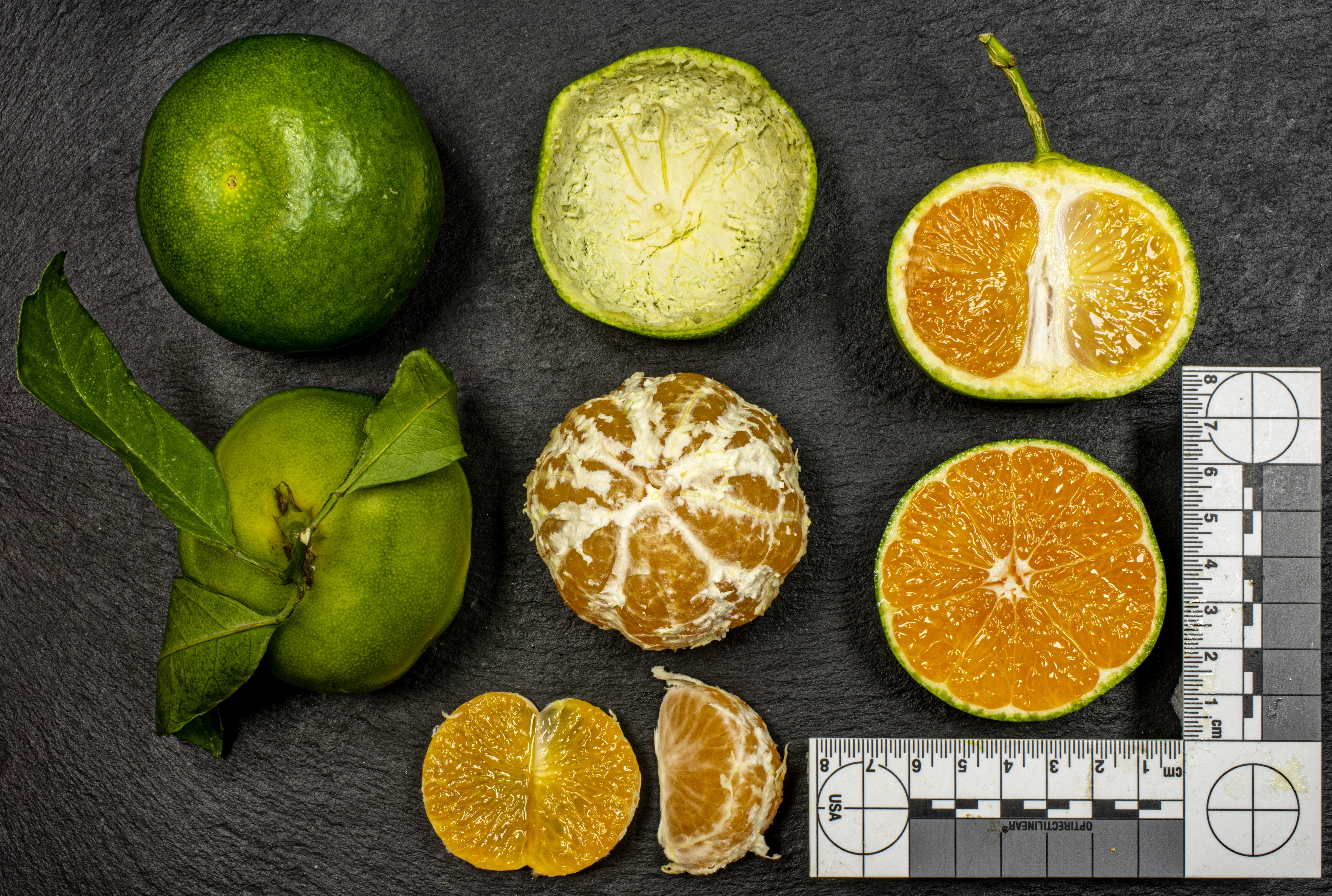
Grüne Form der Mandarine

### Produktion
Im Jahr 2022 wurden weltweit 44.179.831 Tonnen Tangerinen, Mandarinen und Clementinen erzeugt. Europa produzierte im gleichen Zeitraum 3,0 Millionen Tonnen. Die größten Produzenten waren Spanien, Italien und Griechenland.
Die zehn größten Produzenten der Welt erzeugten 2022 zusammen 83,9 % der Gesamternte.
| Rang | Land                | Menge (in t) |
| ---- | ------------------- | ------------ |
| 1    | Volksrepublik China | 27.000.000   |
| 2    | Türkei              | 1.865.000    |
| 3    | Spanien             | 1.800.490    |
| 4    | Marokko             | 1.360.965    |
| 5    | Brasilien           | 1.086.616    |
| 6    | Ägypten             | 989.041      |
| 7    | Iran                | 829.529      |
| 8    | Italien             | 801.240      |
| 9    | Japan               | 682.200      |
| 10   | Vereinigte Staaten  | 664.060      |
|      | Summe Top Ten       | 37.079.141   |
|      | Restliche Länder    | 7.100.690    |

### Handel
Die größten Exporteure waren im selben Jahr Spanien, die Türkei und die Volksrepublik China. Die höchsten Importmengen gingen nach Russland, in die USA und Deutschland.

## Verwendung

### Lebensmittel

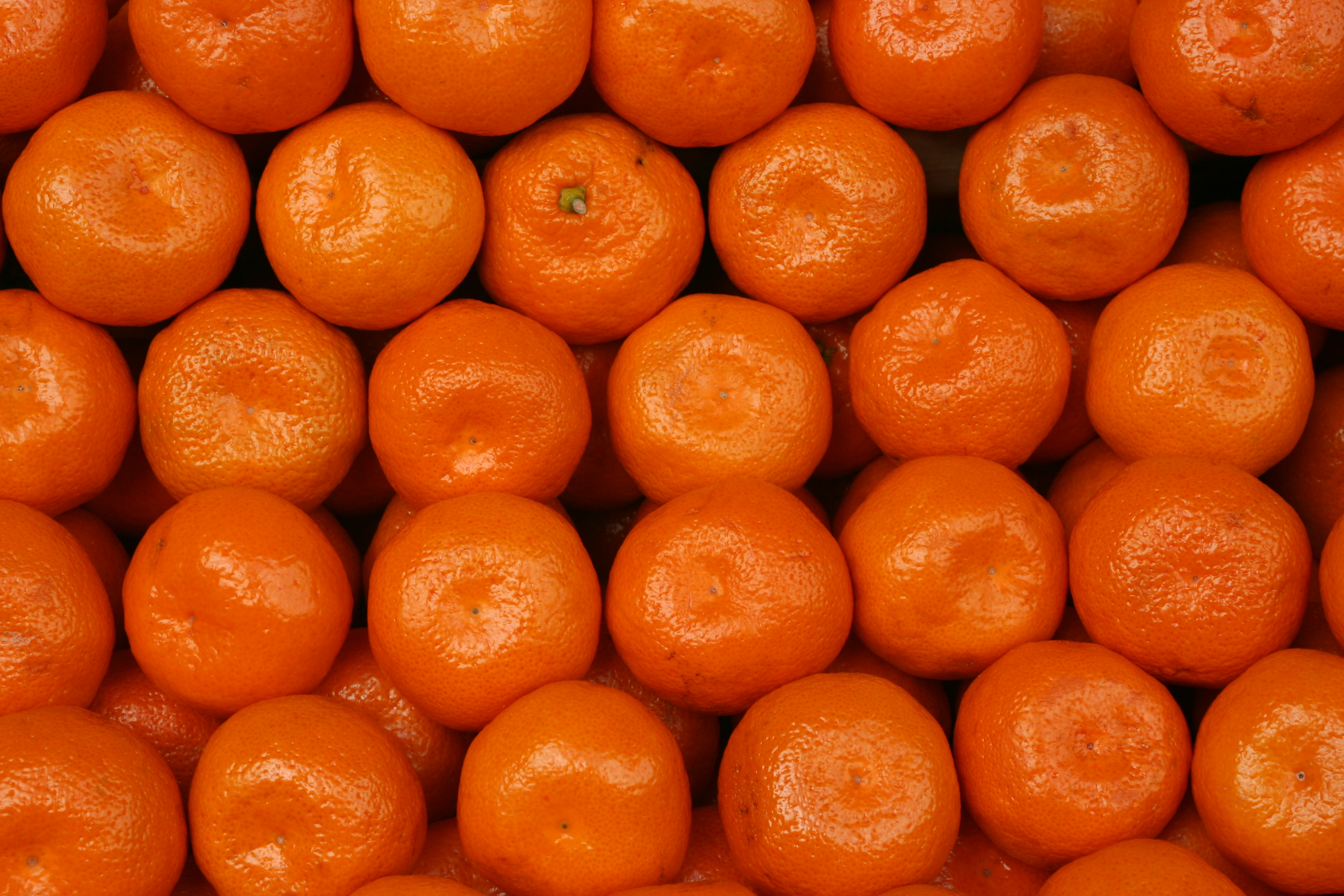
Mandarinen beim Obsthändler

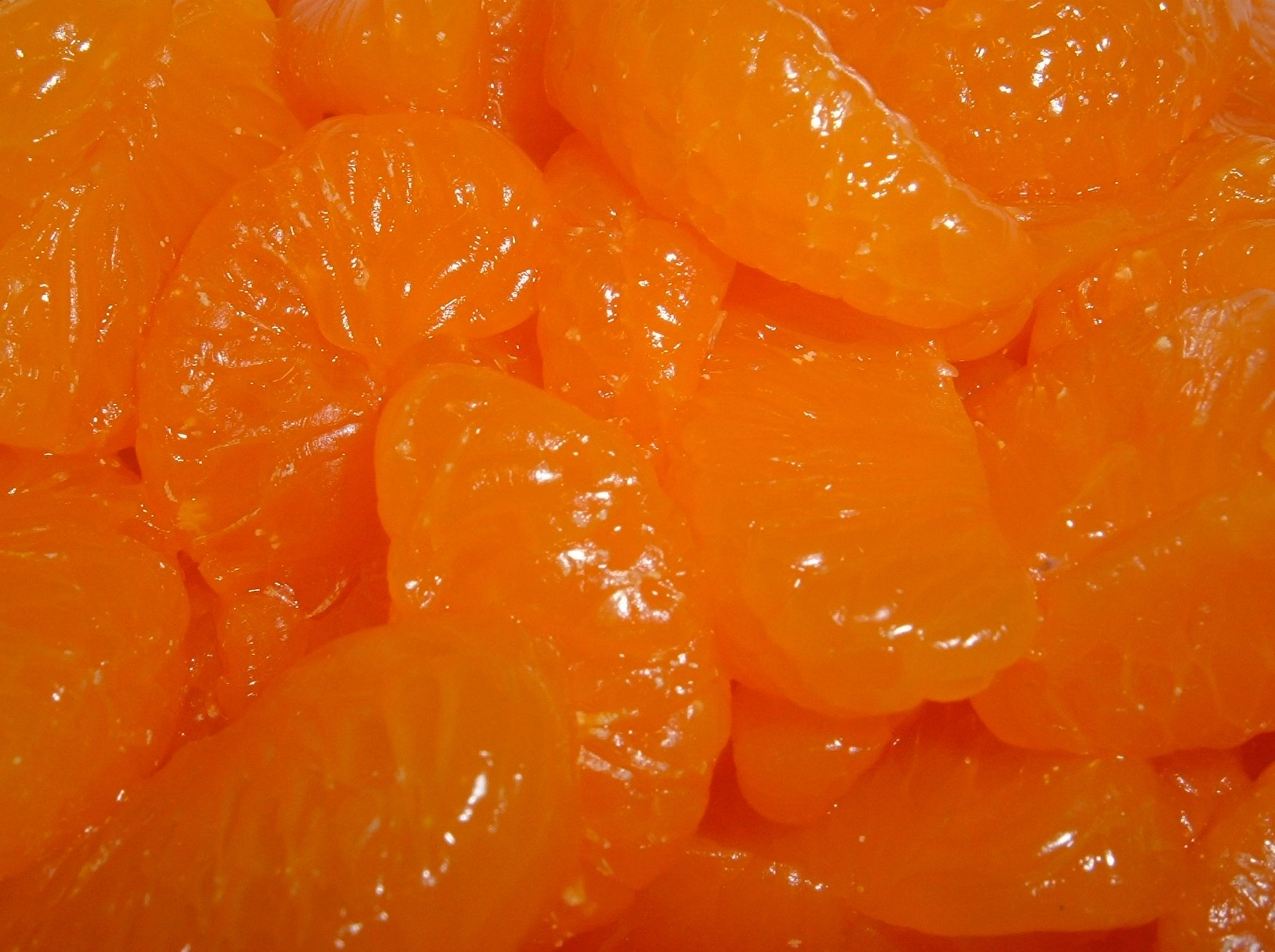
Mandarinen aus der Dose

Geerntet werden Mandarinen überwiegend im Herbst und gelangen meist in den Monaten Oktober bis Januar in den Obstläden und -abteilungen in den Verkauf.
| 100 g Mandarine enthalten: |        |       |        |         |           |           |
| Brennwert                  | Wasser | Fett  | Kalium | Calcium | Magnesium | Vitamin C |
| 224 kJ (54 kcal)           | 85,3 g | 0,3 g | 150 mg | 33 mg   | 11 mg     | 30 mg     |

Ganzjährig erhält man geschälte und gezuckerte Mandarinenwaben als Dosenware. Die Schale wird dabei nicht von Hand oder maschinell entfernt, sondern in einem Bad aus verdünnter Salzsäure abgeätzt. Dieses einstündige Verfahren ist unbedenklich, da es den Verdauungsvorgang des menschlichen Magens nachahmt, in dem ebenfalls Salzsäure enthalten ist. In einem weiteren Bad in Natronlauge löst sich die Haut der einzelnen Mandarinenspalten. Danach werden sie mit Wasser abgespült und zusammen mit einer Zuckerlösung, die denselben Zuckergehalt wie die Mandarinen hat, in Dosen abgefüllt.
Extrakte von Mandarinen werden sehr häufig in Erfrischungsgetränken benutzt. In Saftbars und in Supermärkten wird auch reiner Mandarinensaft angeboten.

### Ätherisches Mandarinenöl
Mandarinenöl wird durch Kaltpressung der Schalen gewonnen. Zur Gewinnung eines Milliliters werden die Schalen von 2 bis 3 kg Früchten benötigt. Man unterscheidet das grüne und das rote Mandarinenöl, die jeweils eine eigene Duftcharakteristik aufweisen. Das herbere grüne Mandarinenöl wird aus den noch unreifen, das süßlichere rote Mandarinenöl aus den reifen Früchten gewonnen. Beide bestehen aus ca. 85–95 % Monoterpenen, Monoterpenolen, Aldehyden und Estern. Da die Öldrüsen der Mandarine in der Schale sitzen, sind sie im konventionellen Anbau Pestiziden und Fungiziden ausgesetzt, die bei der Pressung in das Öl gelangen können.